# Trigonella
Trigonella és un gran gènere de plantes amb flors de la família de les fabàcies. Consta d'unes 130 espècies. El membre més conegut és el fenigrec.
 La majoria són pròpies de la part oriental de la regió Mediterrània i de les terres subtropicals i temperades properes de tendència àrida. Als Països Catalans són autòctones les espècies següents:Trigonella corniculata, T.foenum-graecum, T. gladiata, T. monspeliaca i T. polycerata

## Algunes espècies
- Trigonella arabica (Delile)
- Trigonella caerulea (L.)
- Trigonella calliceras (Fisch.)
- Trigonella corniculata (L.)
- Trigonella cretica (L.)
- Trigonella foenum-graecum (L.)
- Trigonella gladiata (Steven ex M. Bieb.) o tapissot
- Trigonella hamosa (L.)
- Trigonella monantha (C.A. Meyer)
- Trigonella monspeliaca (L.)
- Trigonella orthoceras (Kar. & Kir.)
- Trigonella polycerata (L.)
- Trigonella procumbens (Bess. Reichenb.)
- Trigonella purpurascens (Lam.)